# Sam Querrey
Sam Querrey (n. 7 octombrie 1987, California, SUA) este un jucător profesionist de tenis din Statele Unite ale Americii, clasat pe locul 45 în lume. Cea mai bună clasare a carierei a fost locul 11 mondial. A câștigat 10 titluri ATP la simplu. Este semifinalist la Wimbledon în 2017 și finalist la US Open 2015 în proba de dublu mixt (alături de Bethanie Mattek-Sands). 
Querrey a reușit să servească într-un meci ATP 10 ași consecutivi (record). 

## Viața personală
Querrey s-a căsătorit cu fotomodelul Abby Dixon în 2018. 

## Legături externe
- en Sam Querrey la Association of Tennis Professionals